# Engertia papuana
Engertia papuana är en skalbaggsart som beskrevs av Moser 1913. Engertia papuana ingår i släktet Engertia och familjen Melolonthidae. Inga underarter finns listade i Catalogue of Life.